# Jüdisches Gemeindezentrum in Krakau

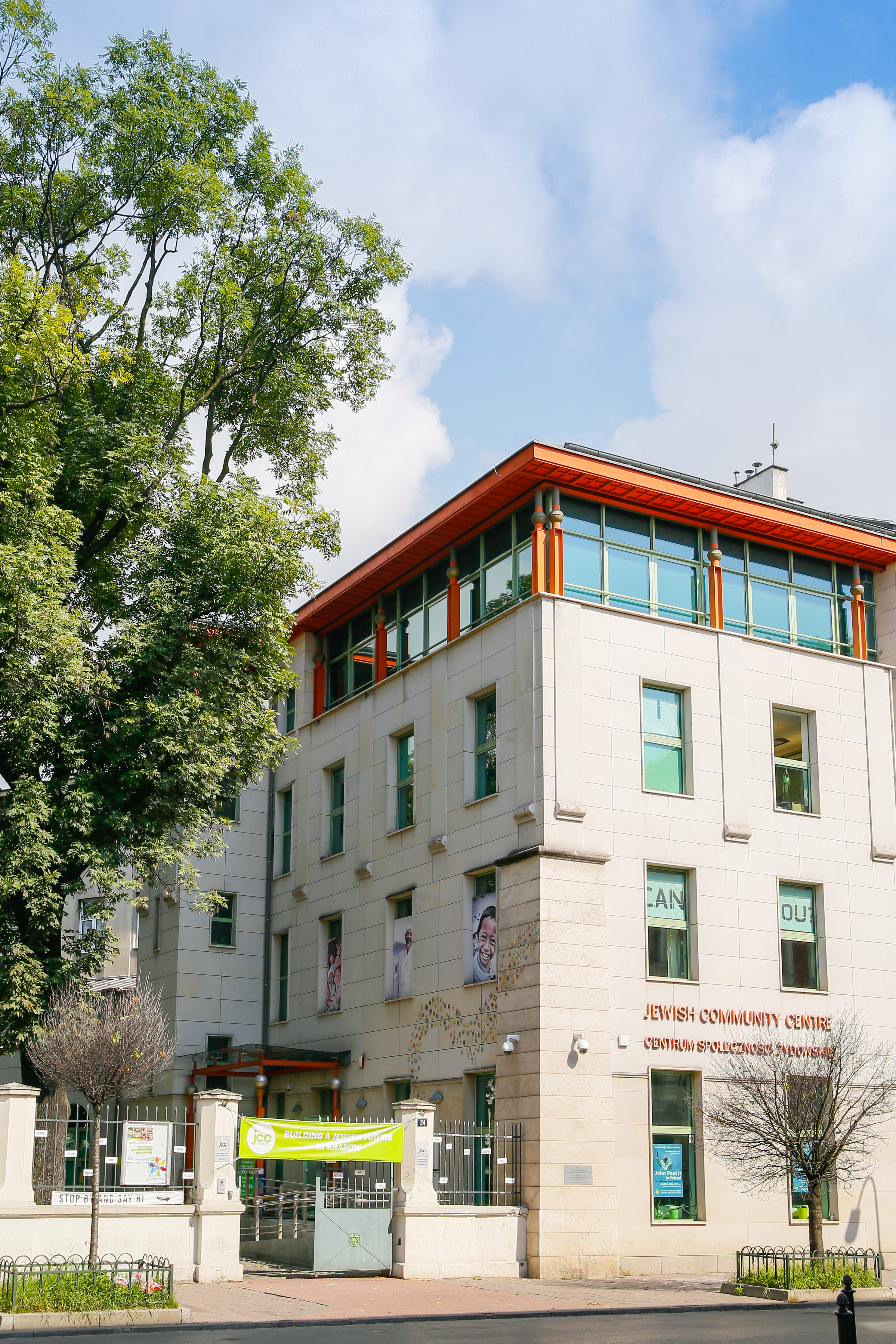
JCC

Das Jüdische Gemeindezentrum in Krakau (Centrum Społeczności Żydowskiej, Jewish Community Center Krakow, JCC) entstand 2008 durch Unterstützung von Prinz Charles. Es befindet sich im Krakauer Stadtteil Kazimierz in der Miodowa-Straße und steht neben der Tempel-Synagoge. Das nicht-religiöse JCC sollte nicht mit der Jüdischen Gemeinde in Krakau verwechselt werden. Die Gemeinde ist staatlich anerkannt, das JCC ist eine private Organisation.

## Tätigkeit
Das Hauptziel des Zentrums ist die Unterstützung der jüdischen Gemeinschaft in Krakau. Das JCC versteht sich als Treffpunkt für Menschen jüdischer Abstammung aber auch für Menschen, die sich für jüdische Kultur, Religion und Tradition interessieren. Verschiedene Workshops, Kurse und auch Sprachkurse finden statt. Außerdem werden Ausstellungen, Vernissagen, Feste, Filmvorführungen, Bücherpräsentationen und Vorträge zu den Themen Judentum, Chassidismus, Halacha und Prinzipien der Religion veranstaltet. Es dient auch als Treffpunkt zum Sabbat und zum koscheren Essen. Im Jüdischen Gemeindezentrum werden auch jüdische Feste gefeiert. Das Zentrum beherbergt außerdem einen Seniorenklub, den Krakauer Jüdischen Studentenklub und einen kleinen Kindergarten. Im Keller befindet sich die Remuh-Bibliothek, die im Juni 2005 von dem Jüdischen Verein „Czulent“ gegründet wurde. Die Bibliothek zählt mit 2000 Bänden zählt. Dort ist israelische Literatur, die Tora und der Talmud, Erinnerungen, Alben, Lehrbücher und Wörterbücher zu finden. In der Bibliothek sind ebenfalls Bücher verfügbar, die der Kriegsthematik, dem Holocaust, dem Antisemitismus und dem Polnisch-Jüdischen Dialog gewidmet sind. Außerdem gibt es auch Bücher aus dem Bereich der Psychologie, der Philosophie, Kochbücher und Kinderbücher.

### Hauptaktivitäten
- Hebräisch,
- Jiddisch,
- Englisch,
- Spanisch,
- Workshops – jiddische Lieder,
- Workshops – Genealogie,
- Bildung,
- Bauchtanz,
- Israelischer Tanz,
- Yoga,
- Krav Maga

## Geschichte
Am 12. Juni 2002 kam Prinz Charles zu Besuch nach Krakau. Besonders begeistert war der Prinz von dem Krakauer Stadtteil Kazimierz. Am 13. Juni 2002 erfuhr er dann während eines Treffens mit den Vertretern der jüdischen Glaubensgemeinde, dass die Gemeinde neben der Synagoge einen Ort benötigt, an dem sich die Menschen treffen können. Der Prinz versprach, die Glaubensgemeinde zu unterstützen. Einige Wochen später kamen Vertreter des World Jewish Relief nach Krakau, um verschiedene Investitionsmöglichkeiten zu diskutieren. Das Joint Distribution Committee unterstützte diese Initiative ebenfalls.
Es dauerte einige Zeit, bis die Bauerlaubnis für das Gemeindezentrum vorlag, doch am 14. November 2006 fand dann in der Tempel Synagoge die Einweihungsfeier statt. An der Feier nahmen Nigel Layton als Vorsitzender des World Jewish Relief, Jossi Erez als Vorsitzender des American Joint Distribution Committee, Piotr Kadlcik als Vorsitzender des Bundes der Jüdischen Glaubensgemeinden Polens, Tadeusz Jakubowicz als Vorsitzender der Jüdischen Glaubensgemeinde in Krakau, Edgar Gluck als Oberrabbiner Galiziens und Boaz Pash als krakauer Rabbiner teil. 2008 wurde der Bau dann fertiggestellt, so dass am 28. April 2008 die Eröffnungszeremonie stattfand. An dieser Feier nahm auch Prinz Charles mit seiner Gattin Camilla teil.
Das Gebäude hat eine Fläche von ca. 800 Quadratmetern. Es soll nicht nur jüdischen Organisationen und der jüdischen Gemeinschaft dienen, sondern auch Touristen und allen, die in Krakau leben. Im Gebäude befinden sich u. a. Büros, Konferenzräume und Gemeinschaftsräume. In den Gemeinschaftsräumen finden sowohl Sprachkurse als auch sportliche Aktivitäten statt. Oft dienen jene Räume auch als Treffpunkt zum Sabbat und zum koscheren Essen.

## Vorstand
- Direktor: Jonathan Ornstein
- Vorstandsmitglieder: Karina Sokolowska-Folwarczny, Monika Elliot, Stefan Oskar, Cassie William, Tadeusz Jakubowicz, Ryszard Orowski.